# Hraboš sněžný
Hraboš sněžný (Chionomys nivalis) je hlodavec, jehož tělo měří asi 12 cm a ocas 7 cm. Žije ve vyšší části hor.

## Stavba těla
Dlouhý je 114 až 143 mm, jednobarevný ocas tvoří asi 45% délky těla. Tělo je porostlé stříbřitě šedou až šedohnědou hebkou srstí.

## Popis a život
Svrchu je zabarven obvykle šedohnědě. Zespodu he šedobílý a nohy má bílé. Žije v kamenitých sutích, pod balvany odkud podniká výpravy za potravou, kterou jsou různé části rostlin. V zimě si vyhrabává chodbičky pod sněhem a v té době se často také nastěhuje do sklepů horských chat.

## Výskyt
Vyskytuje se v horách, typicky v kamenných sutích nad hranicí lesa (1100 m n. m. a více), například v Alpách a Vysokých Tatrách. V České republice ve volné přírodě není. Je čilý i v zimě, pod sněhem v kamení.

## Mláďata
Z umělých chovů bylo zjištěno, že samice mívá během jednoho roku 1 - 2 vrhy, v každém z nich 2 - 7 mláďat. Kojí je 3 týdny, oči otvírají 13 den svého života.Samice vrhá od června do srpna.